# Torre de Pedro-Sem
Nas traseiras do Palácio dos Terenas encontramos a Torre de Pedro Sem, também chamada Torre do Palácio dos Terenas. Em certos textos é ainda intitulada erroneamente Torre da Marca, mas esta última trata-se de uma torre militar mandada construir por D. João III, em 1542, para orientar os navios que entravam na barra do Douro. Esta torre, erguida na primeira metade do século XIV, situava-se na chamada Quinta da Boa Vista, nos arredores do Porto medieval.
O responsável pela sua construção foi Pero Docem (ou Pero do Sem), fidalgo aragonês que foi chanceler-mor de D. Afonso IV, como forma de assinalar a sua quinta (mais tarde apelidada pelo povo de "Quinta da Boa Vista"), nos arredores do burgo medieval. Um dos seus descendentes venderá a sua propriedade à família Brandão, encabeçada por João Sanches e Isabel Brandoa, no final do século XV. Será esta família a responsável pela anexação do Palácio dos Terenas.
No Renascimento, existiu aqui o Hospital dos Epidemiados, usado para o isolamento de doentes.
A torre ficaria associada, contudo, a um outro burguês, Pedro Pedrossem da Silva. Este último foi um mercador hamburguês rico, diretor da Companhia dos Vinhos e Juiz de Confraria. Uma lenda popular conta que Pedrossem teria caído na ruína por ter desafiado Deus. Quando viu do topo da torre as suas naus entrando na barra do Douro terá exclamado: “Agora, mesmo Deus querendo, eu não posso ficar pobre!”. Nesse preciso momento uma tempestade abate-se sobre a frota, e Pedrossem será forçado a mendigar para o resto da vida, dizendo: “Esmola para Pedro Cem que tudo teve e nada tem!”. O que é certo é que Pedrossem terá mesmo perdido a sua fortuna, embora nunca tenha mendigado.
Em 1919, em virtude das profundas obras das quais resultou a abertura da Avenida dos Aliados e a construção dos novos Paços do Concelho do Porto, a edilidade foi instalar-se, a título provisório, no Paço Episcopal, junto à Sé do Porto. Por conseguinte, a Diocese do Porto foi transferida para o Palácio dos Terenas, adjacente à Torre de Pedro Sem. Nessa altura, a Torre de Pedro Sem terá sido alvo de sucessivas remodelações, como demonstram as janelas assimétricas. Sabemos que lhe foi acrescentado um terceiro andar porque uma gravura publicada no Tripeiro em 1909 mostra que as janelas superiores ainda não existiam na altura. As modificações, no entanto, incidiram sobretudo sobre o seu interior, pelo que o seu traço continua a ser tipicamente medieval, contudo, de estilo românico-gótico.
Em 1986 a torre foi restaurada de forma a constituir-se um anexo residencial da diocese, segundo projeto do arquiteto Abrunhosa de Brito, remodelando-se por completo o seu interior. Em 1995 o mesmo espaço daria lugar à Fundação SPES, criada por disposição testamentária do bispo do Porto, D. António Ferreira Gomes.
Está classificada pelo IPPAR como Monumento Nacional desde 1910.